# عشق سال‌های وبا (فیلم)
عشق سال‌های وبا (به انگلیسی: Love in the Time of Cholera) نام فیلمی به کارگردانی مایک نیوول ساخته ۲۰۰۷ است. فیلم که بر اساس کتابی به همین نام اثر گابریل گارسیا مارکز نوشته شده، داستان مثلث عشقی میان فرمینا دازا (با بازی جیووانا متزوجیورنو)، فلورنتینو آریزو (با بازی خاویر باردم) و دکتر خوونال اوربینو (با بازی بنجامین برت) است که ۵۰ سال (۱۹۳۰-۱۸۸۰) به طول می‌انجامد.
تهیه‌کننده فیلم اسکات استیندورف تنها سه سال مشغول انجام امور حقوقی فیلم از جمله کسب رضایت گارسیا مارکز برای حقوق کتاب و اقتباس آن برای ساخت فیلم بوده‌است.

## خلاصه داستان
این فیلم داستان مردی (باردم) است که عاشق دختری جوان و زیبا می‌شود ولی خواستگاری پولدارتر عشق او را می ربابد و او ۵۰ سال آتی زندگیش را صرف رسیدن به مقام و ثروت می‌کند تا شاید در این راه بتواند دختر رویاهایش را بدست آورد و دراین میان با زنان زیادی آشنا می‌شود ولی هیچ‌کدام در عین زیبایی و ثروت نمی‌توانند برای او جایگزین عشق اول او شوند.

## بازیگران
- خاویر باردم (فلورنتینا آریزو)
- جیووانا متزوجیورنو (فرمینا دازا)
- بنجامین برت (دکتر خوونال اوربینو)
- فرناندا مونتنگرو (ترانسیتو آریزو)